# Lion d'argent

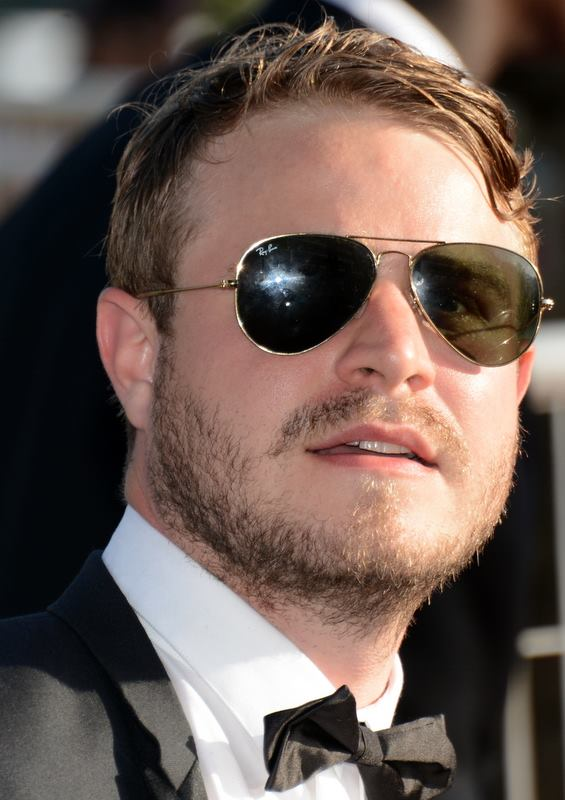
Brady Corbet au Festival de Cannes 2014.

Le Lion d'argent (Leone d'Argento) est une récompense de cinéma décernée par le jury de la Mostra de Venise depuis 1953.
C'est une récompense différente selon les années. Elle peut être remise comme un deuxième prix après le Lion d'or à un film de la compétition officielle ou récompenser un réalisateur, un court métrage, un scénariste, un premier film, etc. Depuis les années 1990, cette distinction est principalement attribuée dans la catégorie de la meilleure mise en scène.

## Palmarès

### Second prix après le Lion d'or
- 1953 :
  - Le Petit Fugitif (Little Fugitive) de Ray Ashley et Morris Engel  États-Unis
  - Moulin rouge de John Huston  États-Unis
  - Le Tour du monde de Sadko (Садко, Sadko) d'Aleksandr Ptushko  Union soviétique
  - Thérèse Raquin de Marcel Carné  France
  - Les Contes de la lune vague après la pluie (雨月物語, Ugetsu monogatari) de Kenji Mizoguchi  Japon
  - Les Vitelloni (I vitelloni) de Federico Fellini  Italie
- 1954 :
  - Sur les quais (On the Waterfront) d'Elia Kazan  États-Unis
  - L'Intendant Sansho (山椒大夫, Sanshô dayû) de Kenji Mizoguchi  Japon
  - Les Sept Samouraïs (七人の侍, Shichinin no samurai) d'Akira Kurosawa  Japon
  - La strada de Federico Fellini  Italie
- 1955 :
  - Femmes entre elles (Le amiche) de Michelangelo Antonioni  Italie
  - Le Grand Couteau (The Big Knife) de Robert Aldrich  États-Unis
  - Ciske le filou (Ciske de Rat) de Wolfgang Staudte  Pays-Bas
  - La Cigale (Попрыгунья, Poprygunya) de Samson Samsonov  Union soviétique
- 1957 : Nuits blanches (Le notti bianche) de Luchino Visconti  Italie
- 1966 : Chappaqua de Conrad Rooks  États-Unis
- 1988 : Paysage dans le brouillard (Τοπίο στην Ομίχλη) de Theodoros Angelopoulos  Grèce
- 1989 :
  - Souvenirs de la maison jaune (Recordações da Casa Amarela) de João César Monteiro  Portugal
  - La Mort d'un maître de thé (Sen no Rikyu: Honkakubô ibun) de Kei Kumai  Japon
- 1993 : On est quitte (Kosh ba kosh) de Bakhtyar Khudojnazarov  Tadjikistan

### Lion d'argent du premier film
De 1983 à 1989, le Lion d'argent a été remis au meilleur premier film d'un réalisateur ou d'une réalisatrice.
- 1983 : Rue Cases-Nègres d'Euzhan Palcy  France
- 1984 : Sonatine de Micheline Lanctôt  Canada
- 1985 : Dust de Marion Hänsel  Belgique  France
- 1986 : La Película del rey de Carlos Sorín  Argentine
- 1987 : Maurice de James Ivory  Royaume-Uni

### Lion d'argent du meilleur scénario
1990 : Sirup de Helle Ryslinge  Danemark
Note : dans les années 2000, ce prix a été remplacé par le Prix Osella du meilleur scénario.

### Lion d'argent du meilleur court métrage
- 1996 : O Tamaiti de Sima Urale
- 1999 : Portrait of a Young Man Drowning de Teboho Mahlatsi
- 2000 : A Telephone Call for Genevieve Snow de Peter Long
- 2001 : Freunde de Jan Krüger
- 2002 : Clown de Irina Evteeva
- 2003 : Neft de Murad Ibragimbekov
- 2004 : Signe d'appartenance de Kamel Cherif
- 2005 : Xiaozhan de Chien-ping Lin
- 2006 : Comment on freine dans une descente ? d'Alix Delaporte
- 2007 : Dog Altogether de Paddy Considine

### Lion d'argent du meilleur réalisateur
- 1990 : Martin Scorsese pour Les Affranchis (Goodfellas)  États-Unis
- 1991 :
  - Zhang Yimou pour Épouses et Concubines (大红灯笼高高挂, Da hong deng long gao gao gua)  Chine
  - Terry Gilliam pour The Fisher King : Le Roi pêcheur (The Fisher King)  Royaume-Uni
  - Philippe Garrel pour J'entends plus la guitare  France
- 1992 : 
  - Dan Pita pour Hotel de Lux  Roumanie
  - Bigas Luna pour Jambon, Jambon (Jamón, jamón)  Espagne
  - Claude Sautet pour Un cœur en hiver  France
- 1993 : non décerné
- 1994 :
  - Peter Jackson pour Créatures célestes (Heavenly Creatures)  Nouvelle-Zélande
  - James Gray pour Little Odessa  États-Unis
  - Carlo Mazzacurati pour Il toro  Italie
- 1995-1997 : non décerné
- 1998 : Emir Kusturica pour Chat noir, chat blanc (Црна мачка, бели мачор, Crna mačka, beli mačor)  Yougoslavie
- 1999 : Zhang Yuan pour 17 ans (过年回家, Guo nian hui jia)  Chine
- 2000 : Buddhadev Dasgupta pour Uttara  Inde
- 2001 : Babak Payami pour Bulletin secret, 2001 (en) (Raye Makhfi)  Iran
- 2002 : Lee Chang-dong pour Oasis  Corée du Sud
- 2003 : Takeshi Kitano pour Zatoichi (座頭市, Zatōichi)  Japon
- 2004 : Kim Ki-duk pour Locataires (빈집, Bin-jip)  Corée du Sud
- 2005 : Philippe Garrel pour Les Amants réguliers  France
- 2006 : Alain Resnais pour Cœurs  France
- 2007 : Brian De Palma pour Redacted  États-Unis
- 2008 : Alexeï Alexeïevitch Guerman pour Soldat de papier (Bumazhnyy soldat)  Russie
- 2009 : Shirin Neshat pour Women Without Men  Allemagne  Autriche  France
- 2010 : Álex de la Iglesia pour Balada triste (Balada triste de trompeta)  Espagne
- 2011 : Cai Shangjun pour People Mountain People Sea (人山人海, Ren Shan Ren Hai)  Chine  Hong Kong
- 2012 : Paul Thomas Anderson pour The Master  États-Unis
- 2013 : Alexandro Avranas pour Miss Violence  Grèce
- 2014 : Andreï Kontchalovski pour Les Nuits blanches du facteur  Russie
- 2015 : Pablo Trapero pour El Clan  Argentine
- 2016 :
  - Amat Escalante pour La Région sauvage  Mexique
  - Andreï Kontchalovski pour Paradis  Russie
- 2017 : Xavier Legrand pour Jusqu'à la garde  France
- 2018 : Jacques Audiard pour Les Frères Sisters  France
- 2019 : Roy Andersson pour Pour l'éternité  Suède
- 2020 : Kiyoshi Kurosawa pour Les Amants sacrifiés (スパイの妻, Supai no tsuma?)  Japon
- 2021 : Jane Campion pour The Power of the Dog  Nouvelle-Zélande
- 2022 : Luca Guadagnino pour Bones and All  Italie
- 2023 : Matteo Garrone pour Moi, capitaine (Io capitano)  Italie
- 2024 : Brady Corbet pour The Brutalist  États-Unis[1]

### Lion d'argent de la révélation cinématographique
- 2006 : Emanuele Crialese pour Golden Door (Nuovomondo)  Italie